# Liste der Kellergassen in Hollabrunn
Die Liste der Kellergassen in Hollabrunn führt die Kellergassen in der niederösterreichischen Stadtgemeinde Hollabrunn an.
| Foto |                 | Kellergasse                                                       | Standort                         | Beschreibung |
| ---- | --------------- | ----------------------------------------------------------------- | -------------------------------- | --- |
| ja   | Datei hochladen | Kellergasse Altenmarkt im Thale / Latschenberg                    | KG: Altenmarkt im Thale Standort | Das Kellergassensystem besteht aus zwei etwa 700 Meter nördlich der Ortschaft in Graben- bzw. Hanglage befindlichen Kellerreihen und umfasst auf einer Länge von 400 Metern 44 Gebäude mehrheitlich in Schildmauerform, viele erneuerungsbedürftig, einige umgebaut. |
| ja   | Datei hochladen | Kellergasse Aspersdorf / Kirchberg                                | KG: Aspersdorf Standort          | Das Kellergassensystem erstreckt sich im Südwesten des Ortes verzweigt um den Kirchenhügel in Hanglage sowie am Südrand des Ortes entlang einer Geländekante. Auf etwa 1000 Metern Gesamtlänge befinden sich 85 Gebäude, davon jeweils etwa ein Drittel erneuerungsbedürftig oder aber umgebaut – oft sogar mit Wohnnutzung. Die älteste Datierung ist von 1891. |
| ja   | Datei hochladen | Goldgrübl Kellergasse                                             | KG: Breitenwaida Standort        | Die einseitige Kellergasse in einem Graben wurde südlich außerhalb des Orts angelegt, heute grenzt sie an eine neue Siedlung. Auf 250 Metern Länge befinden sich 14 Gebäude, darunter ein Heurigenlokal. |
| ja   | Datei hochladen | Kellergasse bei Kirche                                            | KG: Breitenwaida Standort        | Die beidseitige, im obersten Teil aufgefächerte Kellergasse liegt am Nordwestrand des Orts in einem Graben am Hang, westlich der Kirche. Schmidbaur fasste sie mit der Kellergasse beim Friedhof zu einem 700 Meter langen Kellergassensystem mit 80 Objekten zusammen. |
| ja   | Datei hochladen | Kellergasse Richtung Friedhof                                     | KG: Breitenwaida Standort        | Die Kellergasse liegt am Nordwestrand des Orts, südlich vom Friedhof. Die Presshäuser sind in Hanglage um einen kleinen Platz mit Baumbestand herum angeordnet, ein paar Keller sind auch nördlich davon (in Richtung Friedhof) entlang einer Geländekante. Schmidbaur fasste diese Kellergasse mit jener bei der Kirche zu einem 700 Meter langen Kellergassensystem mit 80 Objekten zusammen. |
| ja   | Datei hochladen | Kellergasse Kleedorf                                              | KG: Breitenwaida Standort        | Die kurze einseitige Kellergasse befindet sich an einer Geländekante am nördlichen Ortsrand von Kleedorf, jedoch schon auf dem Gebiet der Katastralgemeinde Breitenwaida. |
| ja   | Datei hochladen | Kleine Kellergasse / Kellerweg                                    | KG: Dietersdorf Standort         | Die vorwiegend einseitige Einzelkellergasse liegt am Südrand der Ortschaft an einer Geländekante sowieso westlich davon am Hang. Auf 250 Metern Länge befinden sich 18 Objekte, etwa die Hälfte erneuerungsbedürftig. |
| ja   | Datei hochladen | (Große) Kellergasse                                               | KG: Dietersdorf Standort         | Die beidseitige Kellergasse liegt westlich der Ortschaft in einem Graben und an einer Geländekante, teils verlaufen zwei Güterwege im Graben eng nebeneinander. Auf insgesamt 400 Metern Länge befinden sich 33 mehrheitlich traufständige Keller. |
| ja   | Datei hochladen | Kellergasse Eggendorf im Thale                                    | KG: Eggendorf im Thale Standort  | Die beidseitige Einzelkellergasse liegt knapp einen Kilometer südlich der Ortschaft in einem Graben. Auf 250 Metern Länge befinden sich 44 Keller, ganz überwiegend in Schildmauerform, gut die Hälfte davon erneuerungsbedürftig. |
| ja   | Datei hochladen | Kellergasse Enzersdorf im Thale / Kapellenweg                     | KG: Enzersdorf im Thale Standort | Die kurze Kellerreihe am nördlichen Ortsrand besteht aus elf Kellern, überwiegend in Schildmauerform. Anmerkung: Einige Keller liegen auch an der Landstraße Richtung Kleinkadolz |
| ja   | Datei hochladen | Kellergasse Groß / Friedhofgasse                                  | KG: Groß Standort                | Die beidseitige Kellergasse liegt in einem Graben nordöstlich außerhalb der Ortschaft, östlich vom Friedhof. Auf 400 Metern Länge befinden sich 47 Keller, mehrheitlich traufständig. |
| ja   | Datei hochladen | Kleine Kellergasse / Fellabrunner Straße                          | KG: Groß Standort                | Die beidseitige Einzelkellergasse liegt am südöstlichen Ortsrand in einem Graben. Auf 100 Metern Länge befinden sich 14 Keller. |
| ja   | Datei hochladen | Sitzendorfer Kellergasse                                          | KG: Hollabrunn Standort          | Das weitläufige verzweigte Kellergassensystem erstreckt sich vom Westrand der Stadt über mehr als einen Kilometer Luftlinie in Richtung Westen, vorwiegend in Grabenlage. Auf insgesamt 2200 Metern Weglänge befinden sich 184 Objekte, etwa ein Drittel davon – vorwiegend zur Wohnnutzung – umgebaut. |
| ja   | Datei hochladen | Gerichtsbergkellergasse und -platzl                               | KG: Hollabrunn Standort          | Die beidseitige Kellergasse, teils in einem Graben, teils an einer Geländekante, liegt im Nordwesten des verbauten Stadtgebietes und verläuft nach Westnordwesten. Der westlichste Teil wurde durch die Umfahrungsstraße abgetrennt. Am stadtseitigen Ende ist das Gerichtsbergplatzl mit einem Heurigenlokal und mehreren großen Presshäusern. Auf 1200 Metern Länge befinden sich 108 Objekte, etwa ein Drittel davon – vorwiegend zur Wohnnutzung – umgebaut.                                                                                                  |
| ja   | Datei hochladen | Satzer Kellergasse                                                | KG: Hollabrunn Standort          | Die beidseitige Kellergasse, teils in einem Graben, teils an einer Geländekante, verläuft vom westlichen Stadtrand nach Nordwesten hin. Auf 700 Metern Länge befinden sich 43 Objekte, fast die Hälfte davon – vorwiegend zur Wohnnutzung – umgebaut. |
| ja   | Datei hochladen | Kellergasse Kleinkadolz                                           | KG: Kleinkadolz Standort         | Die einseitige Einzelkellergasse liegt an einer Geländekante an der L25 am östlichen Ortsrand. Auf 150 Metern Länge befinden sich 22 Keller, überwiegend in Schildmauerform. |
| ja   | Datei hochladen | Heckenweg Kellergasse                                             | KG: Kleinstelzendorf Standort    | Die kurze einseitige Kellergasse liegt in einem Hohlweg nördlich knapp außerhalb des Orts. Schmidbaur fasst den Leitenweg mit der Kellergasse Weidenweg und ein paar verstreut am Heckenweg liegenden Kellern zu einem Kellerensemble Staubenberg zusammen, und zählt so auf insgesamt 500 Metern Länge 28 Objekte, mehrheitlich traufständig. |
| ja   | Datei hochladen | Leitenweg Kellergasse                                             | KG: Kleinstelzendorf Standort    | Die kurze beidseitige Kellergasse liegt in einem Hohlweg nördlich knapp außerhalb des Orts. Schmidbaur fasst den Leitenweg mit der Kellergasse Weidenweg und ein paar verstreut am Heckenweg liegenden Kellern zu einem Kellerensemble Staubenberg zusammen, und zählt so auf insgesamt 500 Metern Länge 28 Objekte, mehrheitlich traufständig. |
| BW   | Datei hochladen | Weidenweg Kellergasse                                             | KG: Kleinstelzendorf Standort    | Die kurze einseitige Kellergasse liegt an einer Geländekante nordwestlich knapp außerhalb des Orts. Schmidbaur fasst den Weidenweg mit der Kellergasse Leitenweg und ein paar verstreut am Heckenweg liegenden Kellern zu einem Kellerensemble Staubenberg zusammen, und zählt so auf insgesamt 500 Metern Länge 28 Objekte, mehrheitlich traufständig. |
| ja   | Datei hochladen | Kirchweg Kellergasse                                              | KG: Kleinstelzendorf Standort    | Die einseitige Einzelkellergasse liegt am westlichen Ortsende an einer Geländekante. Auf 200 Metern Länge befinden sich 12 Keller, die Hälfte verfallen oder erneuerungsbedürftig. |
| ja   | Datei hochladen | Kellergasse Kleinstetteldorf                                      | KG: Kleinstetteldorf Standort    | Die beidseitige Einzelkellergasse befindet sich einem Graben etwa einen Kilometer südlich außerhalb der Ortschaft. Auf 250 Metern Länge befinden sich 54 Keller, allerdings etwa drei Viertel davon erneuerungsbedürftig oder verfallen. |
| ja   | Datei hochladen | Kellergasse Magersdorf                                            | KG: Magersdorf Standort          | Die beidseitige Einzelkellergasse liegt östlich außerhalb der Ortschaft in einem Graben. Auf 400 Metern Länge befinden sich 45 Objekte, einige davon zu Wohnnutzung umgebaut. |
| BW   | Datei hochladen | Kaisergraben Mariathal                                            | KG: Mariathal Standort           | Westlich knapp außerhalb von Mariathal-Unterort liegen einige Keller einseitig am Kaisergraben. |
|      | Datei hochladen | Kellerensemble 2                                                  | KG: Mariathal                    | |
| ja   | Datei hochladen | Oaraberg Kellergasse                                              | KG: Oberfellabrunn Standort      | Die Kellergasse zweigt am östlichen Ortsende von der L43 nach Norden ab. Etwa 100 Meter außerhalb der Ortschaft liegt ein begrünter Platz um den herum einige Presshäuser angeordnet sind. Drei weitere kleine Kellerensembles befinden sich noch weiter außerhalb: 300 Meter nordnordwestlich Lage, 150 Meter nördlich Lage, und 300 Meter nordöstlich Lage jenes Platzes. |
| ja   | Datei hochladen | Steingraben / Urbanuskellergasse                                  | KG: Oberfellabrunn Standort      | Das beidseitige Kellergassensystem befindet sich am südwestlichen Ortsrand in einem nach Südwesten verlaufenden Graben und an einer Geländekante. Auf 400 Metern Länge besteht sie aus 45 Kellern, davon gut ein Drittel erneuerungsbedürftig. Einige weitere Keller befinden sich an einer Straße, die am Beginn der Kellergasse in Richtung Ortszentrum nach Nordosten abzweigt. |
| ja   | Datei hochladen | In den Köcheln                                                    | KG: Oberfellabrunn Standort      | Die überwiegend einseitige Einzelkellergasse befindet sich östlich knapp außerhalb der Ortschaft. Auf 80 Metern Länge besteht sie aus neun Gebäuden. |
| ja   | Datei hochladen | Kellergasse Puch / Kleedorfer Straße                              | KG: Puch Standort                | Die einseitige Einzelkellergasse befindet sich an einer Geländekante am nördlichen Ortsrand an der L1139 und besteht aus 18 Objekten auf 200 Metern Länge. |
| ja   | Datei hochladen | Kellergasse Raschala / Alte Poststraße / „Pinkelsteinkellergasse“ | KG: Raschala Standort            | Das Kellergassensystem befindet sich in Grabenlage am südöstlichen Ortsrand und besteht aus der beidseitigen Kellergasse Alte Poststraße und einigen wenigen Kellern, die einseitig an einem östlich abzweigenden Weg liegen. Auf 250 Metern Länge befinden sich 31 vorwiegend traufständige Keller. |
| ja   | Datei hochladen | Kellergasse Raschala                                              | KG: Raschala Standort            | |
| ja   | Datei hochladen | Mühlbergkellergasse                                               | KG: Sonnberg Standort            | Die einseitige Einzelkellergasse befindet sich in Hanglage nördlich außerhalb der Ortschaft. Auf 400 Metern Länge befinden sich 21 teils umgebaute Objekte, die Mehrheit der Keller ist giebelständig. Anmerkung: Ein Keller liegt an einem Güterweg, der von der Mühlbergkellergasse nach Nordwesten zur L27 führt. |
| BW   | Datei hochladen | Kellergasse Sandgraben                                            | KG: Sonnberg Standort            | |
| BW   | Datei hochladen | Kellerensemble Richtung Thernerberg                               | KG: Sonnberg Standort            | Die beidseitige Einzelkellergasse befindet sich südwestlich außerhalb der Ortschaft in einem Graben. Auf 100 Metern Länge befinden sich elf durchwegs erneuerungsbedürftige oder sogar verfallene Keller. |
| BW   | Datei hochladen | Kellergasse Satzingerkreuz / Hintaus Richtung Wolfsbrunn          | KG: Sonnberg Standort            | Die Einzelkellergasse befindet sich an einer Geländekante im Hintaus am südwestlichen Ortsrand. Hier befinden sich zehn Objekte, davon die Hälfte verfallen oder erneuerungsbedürftig. |
| ja   | Datei hochladen | Kellergasse Suttenbrunn                                           | KG: Suttenbrunn Standort         | Das großteils einseitige Kellergassensystem befindet sich ca. 600 m südwestlich außerhalb des Orts. Sie besteht aus 31 Objekten, davon etwa die Hälfte erneuerungsbedürftig, einige umgebaut zu Wohnzwecken. Die Keller befinden sich in einem etwa 200 Meter Graben, aber auch an den Güterwegen, die von diesem Graben nach Nordwesten sowie nach Süden wegführen. |
| ja   | Datei hochladen | An der Bundesstraße                                               | KG: Suttenbrunn Standort         | Die einseitige Einzelkellergasse liegt am östlichen Ortsrand, jenseits der Bundesstraße, an einer Geländekante. Auf 150 Metern Länge befinden sich neun Objekte, mehrheitlich traufständig, viele erneuerungsbedürftig. Anmerkung: Einige Objekte dürften mittlerweile für Wohnzwecke umgebaut worden sein und sind nicht mehr als Weinkeller zu erkennen. Andererseits sind mehrere Weinkeller an verschiedenen Stellen in der Ortschaft verstreut zu finden. |
| BW   | Datei hochladen | Kellergasse Weyerburg / Beim Schloss                              | KG: Weyerburg Standort           | Die beidseitige Einzelkellergasse liegt am südlichen Ortsrand in einem Graben. Auf etwa 200 Meter Länge befinden sich 44 Keller, überwiegend in Schildmauerform. Etwa zwei Drittel davon sind erneuerungsbedürftig oder verfallen. |
| BW   | Datei hochladen | Hintaus                                                           | KG: Weyerburg Standort           | Die einseitige Einzelkellergasse liegt in einem Graben im Hintaus. Auf etwa 200 Meter Länge befinden sich 26 Keller, ganz überwiegend in Schildmauerform. Etwa die Hälfte davon ist erneuerungsbedürftig oder verfallen. Die älteste Datierung ist von 1850. |
| BW   | Datei hochladen | Kellergasse Wieselsfeld                                           | KG: Wieselsfeld Standort         | Das Kellergassensystem liegt an einer Geländekante bogenförmig im Hintaus um den südlichen Teil des Ortskerns, sowie jeweils ein kurzes Stück der östlichen und westlichen Ortsausfahrt entlang. Auf 350 Meter Länge befinden sich 31 Objekte, davon einige umgebaut und etwa ein Drittel sanierungsbedürftig. |
| BW   | Datei hochladen | Mariathaler Kellergasse / Reisberg                                | KG: Wieselsfeld Standort         | Das Kellergassensystem liegt nordwestlich gleich außerhalb der Ortschaft Mariathal, bereits auf dem Gebiet der Katastralgemeinde Wieselsfeld. Insgesamt befinden sich hier 43 Keller, etwa die Hälfte davon ist erneuerungsbedürftig oder verfallen. Die älteste Datierung stammt von 1836. Einige der Keller liegen einseitig entlang der westlichen Ortsausfahrt, etwa die Hälfte der Keller befindet sich beidseitig an einem Verbindungsweg, der nach Norden zur Mistelbacher Straße führt, und etwa ein Drittel der Keller liegt an der Mistelbacher Straße. |
| ja   | Datei hochladen | Nordwestlicher Hohlweg                                            | KG: Wolfsbrunn Standort          | Der etwa 100 Meter lange Weg führt vom Westrand der Ortschaft in Richtung Nordwesten. Anmerkung: Weitere Keller liegen an verschiedenen Stellen innerhalb der Ortschaft verstreut. |
| ja   | Datei hochladen | Zwei Keller                                                       | KG: Wolfsbrunn Standort          | Im Südwesten der Ortschaft liegen an einem Güterweg 2 Presshäuser, etwas weiter südwestlich davon noch ein weiteres. Anmerkung: Weitere Keller liegen an verschiedenen Stellen innerhalb der Ortschaft verstreut. |

| Foto:                    | Fotografie der Kellergasse (Gesamtheit). Klicken des Fotos erzeugt eine vergrößerte Ansicht. Daneben finden sich zwei Symbole: \| Weitere Bilder vorhanden \| Das Symbol bedeutet, dass weitere Fotos des Objekts verfügbar sind. Durch Klicken des Symbols werden sie angezeigt. \| \| Eigenes Foto hochladen \| Durch Klicken des Symbols können weitere Fotos des Objekts in das Medienarchiv Wikimedia Commons hochgeladen werden. \| |
| Name:                    | Bezeichnung der Kellergasse |
| Standort:                | Es ist die Katastralgemeinde (KG) angegeben. Durch Aufruf des Links Standort wird die Lage der Kellergasse in verschiedenen Kartenprojekten angezeigt. |
| Beschreibung             | Kurze Beschreibung der Kellergasse |
| Weitere Bilder vorhanden | Das Symbol bedeutet, dass weitere Fotos des Objekts verfügbar sind. Durch Klicken des Symbols werden sie angezeigt. |
| Eigenes Foto hochladen   | Durch Klicken des Symbols können weitere Fotos des Objekts in das Medienarchiv Wikimedia Commons hochgeladen werden. |